# Е
Е (gemen: е) är en bokstav i det kyrilliska alfabetet. Bokstaven ser ut exakt som latinska alfabetets E. Den uttalas ofta som e, men i ryskan uttalas den som je i början av ord, efter annan vokal samt efter ь och ъ. Е är en så kallad uppmjukande vokal, vilket innebär att vissa konsonanter som står före е uttalas palatalt (även kallat mjukt), med tungan i ungefär samma läge som när vokalen i uttalas. Detta resulterar i att personer som inte är vana att lyssna till palataliserade konsonanter uppfattar palataliseringen som ett kort j-ljud efter konsonanten: jämför till exempel ordet нет (nej) som på svenska ibland felaktigt skrivs njet, eller floden Dnepr som ibland blir Dnjepr. Vid transkribering av ryska skriver man antingen e eller je i svensk text och [e] eller [je] i IPA. Vid translitteration till latinska bokstäver enligt ISO 9 används alltid e.
| Unicode | Liten bokstav |                                                  | Unicode | Stor bokstav |                                             | Används bl.a. i följande språk           |
| ------- | ------------- | ------------------------------------------------ | ------- | ------------ | ------------------------------------------- | ---------------------------------------- |
| U+0435  | е             | CYRILLIC SMALL LETTER IE                         | U+0415  | Е            | CTRILLIC CAPITAL LETTER IE                  | de flesta där kyrilliskt alfabet används |
| U+0450  | ѐ             | CYRILLIC SMALL LETTER IE WITH GRAVE              | U+0400  | Ѐ            | CTRILLIC CAPITAL LETTER IE WITH GRAVE       | makedonska                               |
| U+0451  | ё             | CYRILLIC SMALL LETTER IO                         | U+0401  | Ё            | CTRILLIC CAPITAL LETTER IO                  | många där kyrilliskt alfabet används     |
| U+04D7  | ӗ             | CYRILLIC SMALL LETTER IE WITH BREVE              | U+04D6  | Ӗ            | CTRILLIC CAPITAL LETTER IE WITH BREVE       | tjuvasjiska                              |
| U+04D7  | є             | CYRILLIC SMALL LETTER UKRAINAN IE                | U+04D6  | Є            | CTRILLIC CAPITAL LETTER UKRAINAN IE         | ukrainska, serbiska                      |
|         |               |                                                  |         |              |                                             |                                          |
| U+0454  | ѧ             | CYRILLIC SMALL LETTER LITTLE YUS                 | U+0404  | Ѧ            | CTRILLIC CAPITAL LETTER LITTLE YUS          | kyrkslaviska, fornkyrkoslaviska          |
| U+0469  | ѩ             | CYRILLIC SMALL LETTER LITTLE IOTIFIED LITTLE YUS | U+0468  | Ѩ            | CTRILLIC CAPITAL LETTER IOTIFIED LITTLE YUS | kyrkslaviska, fornkyrkoslaviska          |
| U+0465  | ѥ             | CYRILLIC SMALL LETTER LITTLE IOTIFIED E          | U+0464  | Ѥ            | CTRILLIC CAPITAL LETTER IOTIFIED E          | kyrkslaviska, fornkyrkoslaviska          |

## Teckenkoder i datorsammanhang
| Teckenkoder        | Versal: Е                  | Gemen: е                 |
| ------------------ | -------------------------- | ------------------------ |
| Namn (Unicode)     | CYRILLIC CAPITAL LETTER IE | CYRILLIC SMALL LETTER IE |
| Kodpunkt (Unicode) | U+0415                     | U+0435                   |
| HTML               | &#1045;                    | &#1077;                  |